# スウィートマイティーガールズ
『スウィート・マイティー・ガールズ』（SWEET MIGHTY GIRLS：かわいい強力な少女たち）は、須田さぎりの漫画。『月刊電撃コミックガオ!』に2006年2月号から2007年5月号まで連載され、単行本全2巻が刊行された。

## あらすじ
悪宇宙人たちを取り締まるために地球に来た宇宙パトロール隊は、単体では非力なために現住人（地球人）と協力（合体）して行動を開始する。

## 登場人物
新妻春望(にいつま・はるもち)主人公。私立文系大学生。オカマ。喫茶店でバイトしている。
岩男こひな(いわお・～)小学5年生。宇宙パトロール地球部隊隊員一号。相棒はダパ。
虎取雪如（とらとり・ゆき）小学6年生で受験生。宇宙パトロール地球部隊隊員二号。相棒はサウ。
キッカ・アラーシオ小学4年生。宇宙パトロール地球部隊隊員三号。相棒はトヤ。
幸村瑠珠（ゆきむら・るみ）春望のバイト先の店長代理。
伊達桃子（だて・とうこ）フリーライター。喫茶店の常連。
宇宙パトロール隊員隊長（イヌ似）、ダパ（パンダ似）、サウ（ウサギ似）、トヤ（ネコ似）。人間と合体して、その相手をパワーアップさせることができる。